# Ward Costello
Edward Costello (* 5. Juli 1919 in Boston, Massachusetts; † 4. Juni 2009 in Redlands, Kalifornien) war ein US-amerikanischer Schauspieler, Komponist und Texter.

## Leben
Costello diente im Zweiten Weltkrieg als Soldat. Er war sowohl in der Royal Air Force als auch im United States Army Air Corps eingesetzt. Er wurde für seine Tapferkeit ausgezeichnet und erhielt fünf Medaillen. Nach seinem Militärdienst studierte er Schauspiel an der Yale School of Drama in New Haven an der Schauspielschule des Old Vic Theatre in London und an der University of Birmingham. Während seines Schauspielstudiums arbeitete er als Journalist für CBS und verschiedene Zeitungen.
Als Theaterschauspieler begann Costello Ende der 1940er Jahre in New York City, wo er im August 1949 am Provincetown Playhouse Theatre in einer Off-Broadway-Produktion die Titelrolle in Strindbergs Der Vater spielte. 1955/1956 trat er in über 200 Vorstellungen am Longacre Theatre in New York in dem Theaterstück The Lark von Lillian Hellman auf. In dem Stück über das Leben von Jeanne d’Arc verkörperte er an der Seite von Julie Harris (Joan), Christopher Plummer (Warwick) und Boris Karloff (Cauchon), die Rolle von Jeanne d’Arcs Vater.
Costello spielte seit Ende der 1950er Jahre in zahlreichen Kinofilmen mit.
In dem mittlerweile zum Kult-Klassiker avancierten Science-Fiction-Film Terror from the Year 5000 (1958) verkörperte er den Wissenschaftler Dr. Robert Hedges, der mit seinem Einsatz die Pläne eines wahnsinnigen Professors durchkreuzt.
1960 wirkte er in der Rolle des US-Navy-Captain Harry Black in dem Kriegsdrama Der Admiral (The Gallant Hours) an der Seite von James Cagney, Richard Jaeckel und Dennis Weaver mit. Er komponierte auch die Musik für das Titelthema des Films und schrieb den Text dazu.
Dann war er mehrere Jahre nicht auf der Leinwand zu sehen; erst 1976 stand er in dem Fernsehfilm MacArthur – Held des Pazifik in der Rolle des früheren US-Außenministers, General George C. Marshall wieder für einen Spielfilm vor der Kamera; Gregory Peck spielte die Rolle des General Douglas MacArthur.
1979 spielte Costello in dem Sportlerdrama Golden Girl an der Seite von Susan Anton, James Coburn, Leslie Caron und Curd Jürgens.
In den 1980er Jahren war er in dem Horrorthriller Angst mit Lori Lethin und in dem Filmdrama Ist das nicht mein Leben?, beide 1981, zu sehen. In dem Politthriller Vermißt spielte er einen Kongressabgeordneten, in dem Action-Thriller Firefox die Rolle des General Rogers.
Häufig arbeitete Costello auch für das Fernsehen. Im  Fernsehen war er meist in Serienepisoden zu sehen. In den 1950er Jahren wirkte er in mehreren Fernsehserien mit, darunter The Philco Television Playhouse, The Alcoa Hour, Suspicion und Alfred Hitchcock presents.
Von 1964 bis 1966 spielte er in der TV-Serie The Secret Storm die männliche Hauptrolle des Witwers und späteren Familienvaters Peter Ames.
In den 1970er Jahren war er in den TV-Serien The Man and the City, Petrocelli und Die Straßen von San Francisco zu sehen. 1980 spielte er in der US-Serie Unsere kleine Farm in der Episode Die blinde Malerin mit. Er übernahm die Rolle von Jeremy Unger, der als Erster die Talente der blinden Annie erkennt.
In General Hospital spielte er den Senator Martin Drake. 1988 wirkte er in Raumschiff Enterprise: Das nächste Jahrhundert als Admiral Gregory Quinn mit. Seine beiden letzten Rollen hatte er 1989 in der Fernsehserie Newhart und in dem Fernsehfilm Eine Frau klagt an, welcher auf einem Gerichtsverfahren basiert.

## Familie und Tod
Er war mit Gerarda Costello verheiratet. Sie hatten drei Söhne und eine Tochter. Er hatte außerdem zwei Brüder und eine Schwester.
Costello starb am 4. Juni 2009 an den Komplikationen infolge eines Schlaganfalls im Alter von 89 Jahren.

## Filmografie (Auswahl)
- 1953: Inside Detective
- 1954: The Philco Television Playhouse
- 1954–1955: The Greatest Gift
- 1957: Hallmark Hall of Fame
- 1957: Navy Log
- 1957: The Alcoa Hour (Fernsehserie, 1 Folge)
- 1957: Kraft Television Theatre
- 1957: Suspicion
- 1958: Terror from the Year 5000
- 1958: Alfred Hitchcock Presents
- 1960: Der Admiral (The Gallant Hours)
- 1963: Preston & Preston (The Defenders, Fernsehserie, 1 Folge)
- 1964–1966: The Secret Storm
- 1976, 1978: Barnaby Jones (Fernsehserie, 2 Folgen)
- 1976: Most Wanted
- 1976: Petrocelli (Fernsehserie, 1 Folge)
- 1976: Law of the Land
- 1976/1977: Die Straßen von San Francisco (Streets of San Francisco, Fernsehserie, 2 Folgen)
- 1977: MacArthur – Held des Pazifik (MacArthur)
- 1978: Police Story
- 1978: Der Sieg der Sternenkinder (Return from Witch Mountain)
- 1979: Golden Girl
- 1980: Unsere kleine Farm (Little House on the Prairie, Fernsehserie, 1 Folge)
- 1981–1989: General Hospital
- 1981: Angst (Bloody Birthday)
- 1981: Ist das nicht mein Leben? (Whose Life Is It Anyway?)
- 1982: Vermißt (Missing)
- 1982: Firefox
- 1987: Project X
- 1988: Nitti – der Bluthund (Frank Nitti: The Enforcer)
- 1988: Raumschiff Enterprise: Das nächste Jahrhundert (Star Trek: The Next Generation, Fernsehserie, 2 Folgen)
- 1989: Newhart
- 1989: Eine Frau klagt an (Roe vs. Wade, Fernsehfilm)